# NGC 1345
NGC 1345 este o interacting galaxies⁠(d) situată în constelația Eridanul. A fost descoperită în 11 decembrie 1835 de către John Herschel. Se află la o distanță de 21,7 de megaparseci de Pământ.